# Hardwickia binata

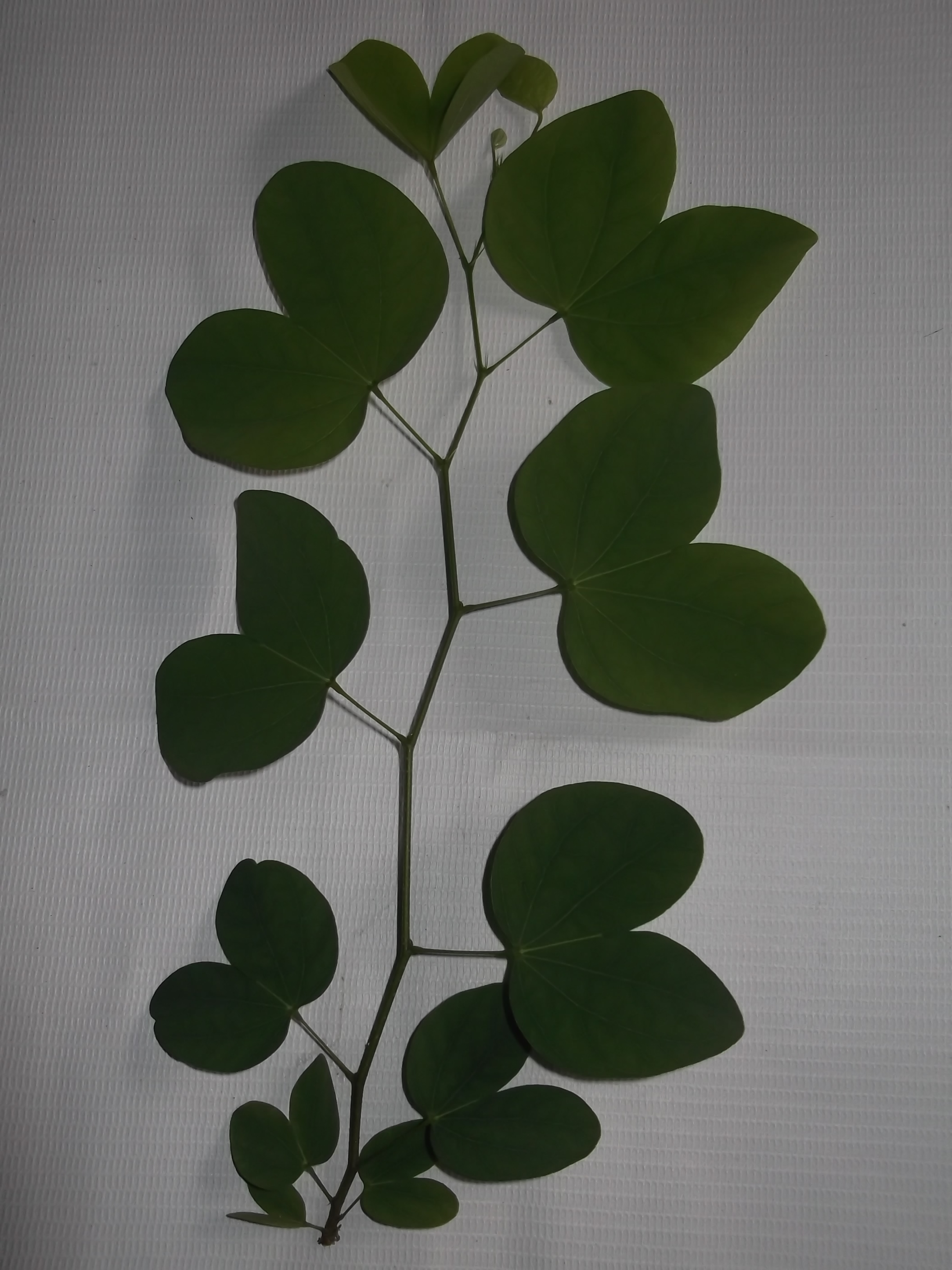
Zweig von Hardwickai binata

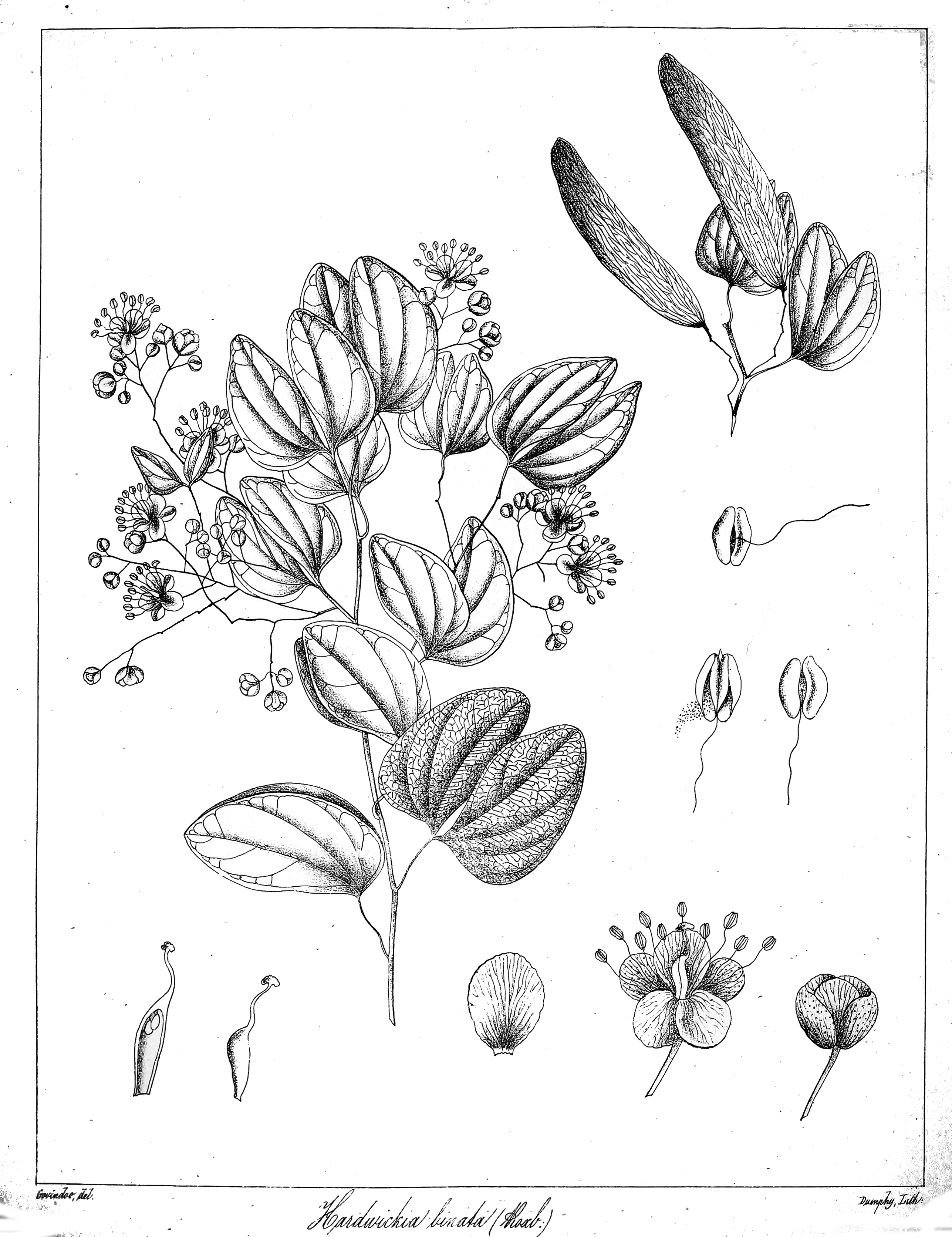
Illustration von Hardwickia binata

Hardwickia binata ist ein Baum in der Familie der Hülsenfrüchtler aus der Unterfamilie der Johannisbrotgewächse. Er kommt in Indien bis Pakistan vor. Es ist die einzige Art der Gattung Hardwickia.
Die Art wird manchmal mit Prioria pinnata (Roxb. ex DC.) Breteler, bekannt auch als Kingiodendron pinnatum (Roxb. ex DC.) Harms, die ebenfalls aus Indien stammt, verwechselt, denn ein Synonym der Art ist Hardwickia pinnata Roxb. ex DC.

## Beschreibung
Hardwickia binata wächst als laubabwerfender Baum mit hängenden Zweigen bis 25–30 Meter oder etwas mehr hoch. Der Stammdurchmesser kann bis zu 1 Meter oder mehr erreichen. Die dunkelbraun-graue Borke ist dick und grob gefurcht bis würfelrissig. Der Baum führt einen Balsam.
Die gestielten und wechselständigen, ledrigen, fast kahlen Laubblätter sind zweizählig. Der Blattstiel ist 1,5–2 Zentimeter lang und am Ende mit einer kleinen Borste zwischen den Blättchen. Die schräg-eiförmigen bis trapezförmigen Blättchen sind sitzend und ganzrandig, sowie 3,5–7 Zentimeter lang und 2,5–4 Zentimeter breit. Sie sind an der ungleichen Basis gestutzt und an der Spitze rundspitzig, die Nervatur ist handförmig mit bogigen Adern. Die kleinen Nebenblätter sind abfallend.
Es werden achsel- oder endständige, lockere und feingliedrige Rispen gebildet. Die gestielten, fünfzähligen Blüten sind grünlich-gelb mit einfacher Blütenhülle, die Kronblätter fehlen. Es sind 5 petaloide, bootförmige und ausladende Kelchblätter vorhanden. Die 10 ungleich langen (5 sind kürzer) und freien Staubblätter besitzen, dünne und fädige Staubfäden mit großen, kugeligen Antheren. Der längliche Fruchtknoten ist oberständig mit einem längeren Griffel mit breiter, scheibenförmiger und kopfiger Narbe.
Es werden einsamig und geflügelte, flache, etwa 4,5–8 Zentimeter lange, 1,2–1,7 Zentimeter breite, rot-braune, kahle und fein geaderte, schmal-lanzettliche Flügelnüsse (Hülsenfrüchte) gebildet. Die flachen und eiförmigen, gefurchten, hellbräunlichen Samen an der Spitze der Frucht sind 1,5–2 Zentimeter lang. Die Früchte öffnen sich erst am Boden.
Die Chromosomenzahl beträgt 2n = 34.

## Taxonomie
Die Erstbeschreibung der Gattung Hardwickia und der Art Hardwickia binata erfolgte 1819 durch William Roxburgh in Plants of the Coast of Coromandel Band 3, Seite 6, Tafel 209. Ein Synonym ist Hardwickia trapeziformis Graham. Der Gattungsname ehrt den englischen General und Sammler Thomas Hardwicke (1756–1835).

## Verwendung
Aus der Rinde kann eine Faser erhalten werden.
Der Harwickiabalsam ist ähnlich dem Kopaivabalsam.
Das haltbare Holz ist recht hart und schwer, es ist als Anjan bekannt.